# Ясенівці (зупинний пункт)
Ясені́вці — пасажирський залізничний зупинний пункт Тернопільської дирекції Львівської залізниці на електрифікованій лінії Тернопіль — Львів між станціями Золочів (4 км) та Красне (21 км). Розташований в селі Ясенівці Золочівського району Львівської області.

## Пасажирське сполучення
На зупинному пункту Ясенівці зупиняються приміські електропоїзди за напрямком Львів / Красне — Золочів / Тернопіль.